# Gran Premio di superbike di Sentul 1996
Il Gran Premio di Superbike di Sentul 1996 è stata l'ottava prova su dodici del Campionato mondiale Superbike 1996, è stato disputato il 18 agosto sul Sentul International Circuit e ha visto la vittoria di John Kocinski in gara 1, lo stesso pilota si è ripetuto anche in gara 2.

## Risultati

### Gara 1

#### Arrivati al traguardo[3]
| Pos. | Nº | Pilota               | Motocicletta | Tempo     | Griglia | Punti |
| ---- | -- | -------------------- | ------------ | --------- | ------- | ----- |
| 1º   | 11 | John Kocinski        | Ducati       | 37:18.525 | 3º      | 25    |
| 2º   | 1  | Carl Fogarty         | Honda        | +0:03.309 | 5º      | 20    |
| 3º   | 3  | Aaron Slight         | Honda        | +0:07.302 | 6º      | 16    |
| 4º   | 7  | Pierfrancesco Chili  | Ducati       | +0:13.741 | 2º      | 13    |
| 5º   | 45 | Colin Edwards        | Yamaha       | +0:20.168 | 1º      | 11    |
| 6º   | 2  | Troy Corser          | Ducati       | +0:27.183 | 4º      | 10    |
| 7º   | 5  | Wataru Yoshikawa     | Yamaha       | +0:34.624 | 11º     | 9     |
| 8º   | 16 | Paolo Casoli         | Ducati       | +0:36.006 | 14º     | 8     |
| 9º   | 10 | John Reynolds        | Suzuki       | +0:36.907 | 9º      | 7     |
| 10º  | 67 | Mike Hale            | Ducati       | +0:38.112 | 15º     | 6     |
| 11º  | 8  | Piergiorgio Bontempi | Kawasaki     | +0:52.606 | 12º     | 5     |
| 12º  | 6  | Simon Crafar         | Kawasaki     | +0:52.908 | 8º      | 4     |
| 13º  | 36 | Kirk McCarthy        | Suzuki       | +1:07.613 | 17º     | 3     |
| 14º  | 17 | Dean Thomas          | Honda        | +1:16.749 | 19º     | 2     |
| 15º  | 12 | Robert Phillis       | Kawasaki     | +1:26.694 | 20º     | 1     |
| 16º  | 18 | Igor Jerman          | Kawasaki     | +1 giro   | 22º     |       |
| 17º  | 14 | David Emmerson       | Kawasaki     | +1 giro   | 21º     |       |
| 18º  | 19 | Simon Yudha Kusuma   | Kawasaki     | +1 giro   | 24º     |       |

#### Ritirati
| Nº | Pilota          | Motocicletta | Giri     | Griglia |
| -- | --------------- | ------------ | -------- | ------- |
| 41 | Michaël Paquay  | Ducati       | +1 giro  | 18º     |
| 15 | Marty Craggill  | Kawasaki     | +7 giri  | 13º     |
| 13 | Steve Martin    | Suzuki       | +12 giri | 16º     |
| 9  | Neil Hodgson    | Ducati       | +17 giri | 10º     |
| 38 | Ioannis Boustas | Ducati       | +19 giri | 23º     |

### Gara 2

#### Arrivati al traguardo[4]
| Pos. | Nº | Pilota               | Motocicletta | Tempo     | Griglia | Punti |
| ---- | -- | -------------------- | ------------ | --------- | ------- | ----- |
| 1º   | 11 | John Kocinski        | Ducati       | 37:10.159 | 3º      | 25    |
| 2º   | 3  | Aaron Slight         | Honda        | +0:04.695 | 6º      | 20    |
| 3º   | 1  | Carl Fogarty         | Honda        | +0:05.258 | 5º      | 16    |
| 4º   | 45 | Colin Edwards        | Yamaha       | +0:12.254 | 1º      | 13    |
| 5º   | 2  | Troy Corser          | Ducati       | +0:18.235 | 4º      | 11    |
| 6º   | 10 | John Reynolds        | Suzuki       | +0:28.298 | 9º      | 10    |
| 7º   | 5  | Wataru Yoshikawa     | Yamaha       | +0:28.487 | 11º     | 9     |
| 8º   | 9  | Neil Hodgson         | Ducati       | +0:29.336 | 10º     | 8     |
| 9º   | 67 | Mike Hale            | Ducati       | +0:29.487 | 15º     | 7     |
| 10º  | 36 | Kirk McCarthy        | Suzuki       | +0:46.465 | 17º     | 6     |
| 11º  | 6  | Simon Crafar         | Kawasaki     | +0:48.936 | 8º      | 5     |
| 12º  | 8  | Piergiorgio Bontempi | Kawasaki     | +1:01.521 | 12º     | 4     |
| 13º  | 12 | Robert Phillis       | Kawasaki     | +1:17.696 | 20º     | 3     |
| 14º  | 38 | Ioannis Boustas      | Ducati       | +1:25.849 | 23º     | 2     |
| 15º  | 13 | Steve Martin         | Suzuki       | +1 giro   | 16º     | 1     |
| 16º  | 14 | David Emmerson       | Kawasaki     | +1 giro   | 21º     |       |

#### Ritirati
| Nº | Pilota              | Motocicletta | Giri     | Griglia |
| -- | ------------------- | ------------ | -------- | ------- |
| 15 | Marty Craggill      | Kawasaki     | +9 giri  | 13º     |
| 18 | Igor Jerman         | Kawasaki     | +14 giri | 22º     |
| 16 | Paolo Casoli        | Ducati       | +17 giri | 14º     |
| 41 | Michaël Paquay      | Ducati       | +17 giri | 18º     |
| 7  | Pierfrancesco Chili | Ducati       | +18 giri | 2º      |
| 17 | Dean Thomas         | Honda        | +24 giri | 19º     |
| 19 | Simon Yudha Kusuma  | Kawasaki     | +24 giri | 24º     |